# Annona cancellata
Annona cancellata är en kirimojaväxtart som beskrevs av Carl Friedrich Philipp von Martius. Annona cancellata ingår i släktet annonor, och familjen kirimojaväxter. Inga underarter finns listade i Catalogue of Life.